# Werben (Brandenburg)
Werben település Németországban, azon belül Brandenburgban. Lakosainak száma 1735 fő (2023. december 31.).

## Népesség
A település népességének változása:
| Lakosok száma | 1693 | 1708 | 1709 | 1730 | 1735 |
|               | 2017 | 2019 | 2021 | 2022 | 2023 |